# Cordelia Schmid
Cordelia Schmid est une informaticienne et chercheuse allemande spécialiste de la vision par ordinateur.

## Biographie

### Études
En 1987, Cordelia Schmid entre à l'Institut de technologie de Karlsruhe. Elle y obtient une maitrise en informatique 5 ans plus tard. Elle soutient une thèse de doctorat sur la recherche d'image à l'Institut polytechnique de Grenoble. Entre 1996 et 1997, elle effectue ses recherches postdoctorales à l'Oxford Robotics Institute à l'Université d'Oxford. En 2001, elle obtient son habilitation universitaire à l'Institut polytechnique de Grenoble.

### Carrière
En 1997, elle entre à l'Institut national de recherche en informatique et en automatique de Grenoble en tant que directrice de recherches.
Elle a également des responsabilités éditoriales. Entre 2001 et 2005, elle est rédactrice adjointe de IEEE Transactions on Pattern Analysis and Machine Intelligence. Entre 2004 et 2012, elle est également rédactrice adjointe de l'International Journal of Computer Vision. En 2013 , elle devient rédactrice en chef de cette même revue. Elle est responsable du programme de la Conference on Computer Vision and Pattern Recognition de 2005 et 2012 et elle est présidente de cette conférence en 2015.
En février 2018, elle commence à travailler à mi-temps sur l'intelligence artificielle pour l'entreprise DeepMind, une filiale de google à Paris,.
Elle reçoit en 2006 avec Roger Mohr le prix Longuet-Higgins, pour leur article "Combining greyvalue invariants with local constraints for object recognition" paru en 1996 dans la conférence CVPR.
Cordelia Schmid mène ses recherches au sein du Laboratoire Jean Kuntzmann de Grenoble.

## Récompenses et honneurs
- 2006, 2014 et 2016 : prix Longuet-Higgins[7]
- 2012 : membre de l'Institute of Electrical and Electronics Engineers
- 2013 : Bourse "advanced grant" du Conseil européen de la recherche
- 2015 : Prix de recherche Humboldt
- 2016 : Grand Prix Inria – Académie des sciences[8],[9]
- 2017 : membre de l'Académie allemande des sciences Leopoldina
- 2020 : Prix Milner
- 2021 : IEEE PAMI distinguished research award[10]
- 2023 : Prix scientifique européen Körber[11]
- 2024 : Prix de l'inventeur européen[12]